# ملا يوسف (مرند)
ملا يوسف هي قرية في مقاطعة مرند، إيران. يقدر عدد سكانها بـ 864 نسمة بحسب إحصاء 2016.